# José Maria Pires
Dom José Maria Pires (Córregos, 15 de março de 1919 - Belo Horizonte, 27 de agosto de 2017) foi um bispo católico brasileiro. Foi o terceiro bispo de Araçuaí e o quarto arcebispo da Paraíba.

## Vida eclesiástica
Dom José nasceu no distrito de Córregos e aos onze anos entrou para o seminário, ordenando-se padre aos 22, em Diamantina. Sua ordenação episcopal aconteceu em 1957, e em 1965 foi nomeado arcebispo.
Foi bispo de Araçuaí, membro da Comissão Central da CNBB, presidente da Comissão Episcopal Regional do Nordeste. Participou de todas as sessões do Concílio Vaticano II e foi um dos signatários do Pacto das Catacumbas, documento firmado por um grupo de Padres Conciliares que se comprometeram a levar uma vida de pobreza, rejeitar todos os símbolos e privilégios do poder e a colocar os pobres no centro do seu ministério pastoral.
Ao completar 75 anos de idade, encaminhou à Santa Sé seu pedido de renúncia, que foi aceito em 29 de novembro de 1995.
Faleceu em Belo Horizonte no dia 27 de agosto de 2017, aos 98 anos, em decorrência de insuficiência respiratória causada por pneumonia.

## Produção literária
Dom José Maria foi autor de quatro livros:
- O grito de milhões de escravas: a cumplicidade do silêncio (1983)
- A cultura religiosa afro-brasileira e seu impacto na cultura universitária (2014)
- Meditações diante da cruz (2015)
- O sacerdote, imagem de Cristo (2016)

## Homenagens
Em setembro de 2013 foi agraciado com o título de doutor honoris causa pela Universidade Federal da Paraíba.